# Futbol'nyj Klub Rubin Kazan' 2012-2013
Questa voce raccoglie le informazioni riguardanti il Futbol'nyj Klub Rubin Kazan' nelle competizioni ufficiali della stagione 2012-2013.

## Stagione
Nella stagione 2012-2013 il FK Rubin Kazan' ha disputato la Prem'er-Liga, massima serie del campionato russo di calcio, terminando il torneo al sesto posto con 50 punti conquistati in 30 giornate, frutto di 15 vittorie, 5 pareggi e 10 sconfitte, guadagnando l'accesso ai preliminari della UEFA Europa League 2013-2014. All'inizio della stagione ha disputato la finale della Supercoppa di Russia, battendo lo Zenit San Pietroburgo per 2-0 e vincendo il trofeo per la seconda volta nella sua storia sportiva. Nella Coppa di Russia è sceso in campo a partire dai sedicesimi finale, venendo subito eliminato dallo Enisej. Per la fase a gironi della UEFA Europa League è stato sorteggiato nel gruppo H assieme a Inter, Partizan e Neftçi. Concluso il girone al primo posto, si è qualificato alla fase a eliminazione diretta: nei sedicesimi di finale ha eliminato gli spagnoli dell'Atletico Madrid, negli ottavi di finale ha eliminato gli spagnoli del Levante, mentre nei quarti di finale è stato eliminato dagli inglesi del Chelsea poi vincitori del torneo.

## Rosa
| N. |                        | Ruolo | Calciatore          |
| -- | ---------------------- | ----- | ------------------- |
| 1  | Russia (bandiera)      | P     | Sergej Ryžikov      |
| 2  | Russia (bandiera)      | D     | Oleg Kuz'min        |
| 3  | Argentina (bandiera)   | D     | Cristian Ansaldi    |
| 4  | Spagna (bandiera)      | D     | César Navas         |
| 5  | Nigeria (bandiera)     | A     | Obafemi Martins     |
| 6  | Spagna (bandiera)      | C     | Pablo Orbaiz        |
| 7  | Russia (bandiera)      | C     | Pëtr Bystrov        |
| 8  | Russia (bandiera)      | C     | Aleksandr Rjazancev |
| 9  | Russia (bandiera)      | A     | Sergej Davydov      |
| 10 | Russia (bandiera)      | C     | Alan Kasaev         |
| 11 | Brasile (bandiera)     | C     | Carlos Eduardo      |
| 15 | Bielorussia (bandiera) | C     | Sjarhej Kisljak     |
| 18 | Paraguay (bandiera)    | A     | Nelson Haedo Valdez |
| 19 | Russia (bandiera)      | D     | Vitalij Kalešin     |
| 20 | Finlandia (bandiera)   | C     | Aleksej Erëmenko    |

| N. |                        | Ruolo | Calciatore               |
| -- | ---------------------- | ----- | ------------------------ |
| 22 | Russia (bandiera)      | A     | Vladimir Djadjun         |
| 23 | Finlandia (bandiera)   | C     | Roman Erëmenko           |
| 24 | Lituania (bandiera)    | P     | Giedrius Arlauskis       |
| 25 | Spagna (bandiera)      | D     | Iván Marcano             |
| 27 | Italia (bandiera)      | D     | Salvatore Bocchetti      |
| 35 | Russia (bandiera)      | D     | Ivan Temnikov            |
| 55 | Turchia (bandiera)     | A     | Gökhan Töre              |
| 61 | Turchia (bandiera)     | C     | Gökdeniz Karadeniz       |
| 62 | Georgia (bandiera)     | D     | Solomon Kvirkvelia       |
| 66 | Israele (bandiera)     | C     | Bibras Natkho            |
| 76 | Russia (bandiera)      | D     | Roman Šaronov (capitano) |
| 87 | Azerbaigian (bandiera) | D     | Ruslan Abışov            |
| 88 | Iran (bandiera)        | P     | Alireza Haghighi         |
| 90 | Francia (bandiera)     | C     | Yann M'Vila              |
| 99 | Venezuela (bandiera)   | A     | Salomón Rondón           |

## Risultati

### Superkubok Rossii
| Arbitro: | Karasëv (Mosca) |

|  |           |                           |
|  | Marcatori | 28’ Bocchetti 38’ Djadjun |

### UEFA Europa League

#### Fase a gironi
| Arbitro: | Deniz Aytekin |

|                           |           |                          |
| Livaja 39’ Nagatomo 90+2’ | Marcatori | 17’ Rjazancev 84’ Rondón |

| Arbitro: | Anastasios Kakos |

|                             |           |  |
| Karadeniz 45’ Rjazancev 48’ | Marcatori |  |

| Arbitro: | Kenn Hansen |

|            |           |  |
| Kasaev 16’ | Marcatori |  |

| Arbitro: | Manuel de Sousa |

|  |           |             |
|  | Marcatori | 16’ Djadjun |

| Arbitro: | Tommy Skjerven |

|                              |           |  |
| Karadeniz 2’ Rondón 86’, 90’ | Marcatori |  |

| Arbitro: | Martin Hansson |

|              |           |            |
| Marković 53’ | Marcatori | 60’ Rondón |

#### Sedicesimi di finale
| Arbitro: | István Vad |

|  |           |                           |
|  | Marcatori | 6’ Karadeniz 90+4’ Orbaiz |

| Arbitro: | Ovidiu Hațegan |

|  |           |            |
|  | Marcatori | 84’ Falcao |

#### Ottavi di finale
| Valencia 7 marzo 2013, ore 21:05 CET Andata | Levante        | 0 – 0 referto | Rubin | Estadio Ciutat de València\| Arbitro: \| Antony Gautier \| |
| Arbitro:                                    | Antony Gautier |               |       |                                                            |

| Arbitro: | Aleksandar Stavrev |

|                          |           |  |
| Rondón 100’ Djadjun 112’ | Marcatori |  |

#### Quarti di finale
| Arbitro: | Gianluca Rocchi |

|                           |           |                   |
| Torres 16’, 70’ Moses 32’ | Marcatori | 41’ (rig.) Natkho |

| Arbitro: | Fırat Aydınus |

|                                             |           |                     |
| Marcano 51’ Karadeniz 62’ Natkho 75’ (rig.) | Marcatori | 5’ Torres 55’ Moses |

## Statistiche

### Statistiche di squadra
| Competizione       | Punti | In casa | In casa | In casa | In casa | In casa | In casa | In trasferta | In trasferta | In trasferta | In trasferta | In trasferta | In trasferta | Totale | Totale | Totale | Totale | Totale | Totale | DR  |
| Competizione       | Punti | G       | V       | N       | P       | Gf      | Gs      | G            | V            | N            | P            | Gf           | Gs           | G      | V      | N      | P      | Gf     | Gs     | DR  |
| ------------------ | ----- | ------- | ------- | ------- | ------- | ------- | ------- | ------------ | ------------ | ------------ | ------------ | ------------ | ------------ | ------ | ------ | ------ | ------ | ------ | ------ | --- |
| Prem'er-Liga       | 50    | 15      | 10      | 2       | 3       | 21      | 8       | 15           | 5            | 3            | 7            | 18           | 19           | 30     | 15     | 5      | 10     | 39     | 27     | +12 |
| Kubok Rossii       | -     | -       | -       | -       | -       | -       | -       | 1            | 0            | 0            | 1            | 1            | 2            | 1      | 0      | 0      | 1      | 1      | 2      | -1  |
| Superkubok Rossii  | -     | -       | -       | -       | -       | -       | -       | -            | -            | -            | -            | -            | -            | 1      | 1      | 0      | 0      | 2      | 0      | +2  |
| UEFA Europa League | -     | 6       | 5       | 0       | 1       | 11      | 3       | 6            | 2            | 3            | 1            | 7            | 6            | 12     | 7      | 3      | 2      | 18     | 9      | +9  |
| Totale             | -     | 21      | 15      | 2       | 4       | 32      | 11      | 22           | 7            | 6            | 9            | 26           | 27           | 44     | 23     | 8      | 13     | 60     | 38     | +22 |